# Station Houthalen
Station Houthalen is een voormalig spoorwegstation langs de spoorlijnen 15 en 18. Het station lag op de grens met Zolder, een deelgemeente van Heusden-Zolder.
De spoorweg van Hasselt (lijn 18) via Houthalen tot de Nederlandse grens bij Achel werd geopend op 20 juli 1866. In 1899 werd er op de grens van de gemeenten Zolder en Houthalen de stopplaats Houthalen geopend die vanuit het station Helchteren beheerd werd. In 1906 werd de stopplaats opgewaardeerd tot een spoorweghalte. In 1925 werd de lijn Winterslag - Houthalen - Leopoldsburg geopend. Deze liep ter hoogte van Houthalen even gelijk met de reeds bestaande spoorlijn Hasselt - Eindhoven, alvorens af te draaien in westelijke richting naar Beringen en Leopoldsburg. In hetzelfde jaar, 1925, werd Houthalen een station met eigen beheer.
Het stationsgebouw werd gesloopt in 1956 waarna het station verder dienstdeed als spoorweghalte. In 1984 werd de halte met de invoering van het IC/IR-plan opgeheven. In 1986 werd lijn 18 ten noorden van Houthalen (richting Eindhoven) gesloten. Vier jaar later werd ook het stuk Winterslag - Houthalen gesloten.

## Aantal instappende reizigers
De grafiek en tabel geven het gemiddeld aantal instappende reizigers weer op een week-, zater- en zondag.
| Tabel: aantal instappende reizigers station Houthalen | Tabel: aantal instappende reizigers station Houthalen | Tabel: aantal instappende reizigers station Houthalen | Tabel: aantal instappende reizigers station Houthalen |
|                                                       | Weekdag                                               | Zaterdag                                              | Zondag                                                |
| ----------------------------------------------------- | ----------------------------------------------------- | ----------------------------------------------------- | ----------------------------------------------------- |
| 1977                                                  | 13                                                    | 7                                                     | 9                                                     |
| 1978                                                  | 17                                                    | 15                                                    | 7                                                     |
| 1979                                                  | 17                                                    | 9                                                     | 13                                                    |
| 1980                                                  | 17                                                    | 6                                                     | 21                                                    |
| 1981                                                  | 16                                                    | 8                                                     | 14                                                    |
| 1982                                                  | 19                                                    | 11                                                    | 11                                                    |
| 1983                                                  | 16                                                    | 9                                                     | 9                                                     |

1,3: Krijgsbaan ·
2,8: Liersebaan ·
3,9: Boechout ·
4,9: Vos ·
6,4: Boshoek ·
9,3: Lier ·
11,1: Lisp ·
12,8: Kessel ·
16,3: Nijlen ·
21,9: Bouwel ·
24,1: Wolfstee ·
26,4: Herentals-Kanaal ·
28,0: Herentals ·
34,0: Olen ·
37,1: Larum ·
40,1: Geel ·
46,5: Millegem ·
49,3: Mol ·
54,0: Balen ·
Ingene-Immer ·
62,8: Leopoldsburg ·
Beverlo ·
68,0: Beringen-Mijn ·
71,2: Beringen ·
74,6: Heusden ·
78,0: Zolder ·
80,2: Houthalen ·
83,3: Kolveren ·
84,9: Zonhoven ·
86,6: Zonhoven-Badplaats
0,0: Winterslag ·
10,7: Houthalen ·
14,7: Helchteren ·
18,5: Beverloo-Heide ·
23,0: Wijchmaal ·
27,0: Eksel ·
33,6: Neerpelt ·
40,1: Achel ·
43,8: Borkel en Schaft ·
49,6: Valkenswaard ·
54,1: Aalst-Waalre ·
57,0: Gestel ·
58,0: Philipsdorp Zuid ·
60,0: Eindhoven Centraal